# Pilatus PC-24
Pilatus PC-24 — швейцарський легкий бізнес-джет, що виробляється компанією Pilatus. Призначений для корпоративних перевезень пасажирів до 10 осіб. Літаком може керувати як один, так і двоє пілотів.
PC-24 оснащений двома двигунами Williams FJ44, розташованими в хвостовій частині.
Перший політ відбувся 11 травня 2015 року. Перший експлуатант отримав PC-24 у 2018 році.
PC-24 став першим реактивним літаком компанії Pilatus.

## Історія
У 1994 році почалася експлуатація літака PC-12. Збираючи відгуки експлуатантів, компанія Pilatus звернула увагу на бажання замовників отримати літак з більшою дальністю польоту та швидкістю, але при тому мати можливість працювати на невеликих смугах. У 2007 році компанія розпочала проектування нового літака.
Кабіна пілотів розроблялася спільно з американською компанією Honeywell.
21 травня 2013 року на виставці European Business Aviation Convention & Exhibition літак був уперше продемонстрований публіці.
На European Business Aviation Convention & Exhibition 2014 компанія Pilatus отримала 84 замовлення на PC-24.
1 серпня 2014 року була проведена урочиста церемонія викочування першого прототипу PC-24. У виробництві знаходилися ще два дослідні зразки для льотних випробувань.
Перший політ прототипу відбувся 11 травня 2015 року. PC-24 виконав політ тривалістю 55 хвилин.
7 грудня 2017 року PC-24 отримав сертифікати типу від європейської EASA та американської FAA.
26 листопада 2018 року австралійська медична компанія Royal Flying Doctor Service of Australia отримала перший PC-24, ставши першим експлуатантом цього літака.
24 листопада 2020 Росавіація сертифікувала PC-24 для експлуатації на території Росії.
У січні 2021 авіакомпанії Jetfly Aviation був поставлений сотий борт PC-24.

## Експлуатанти

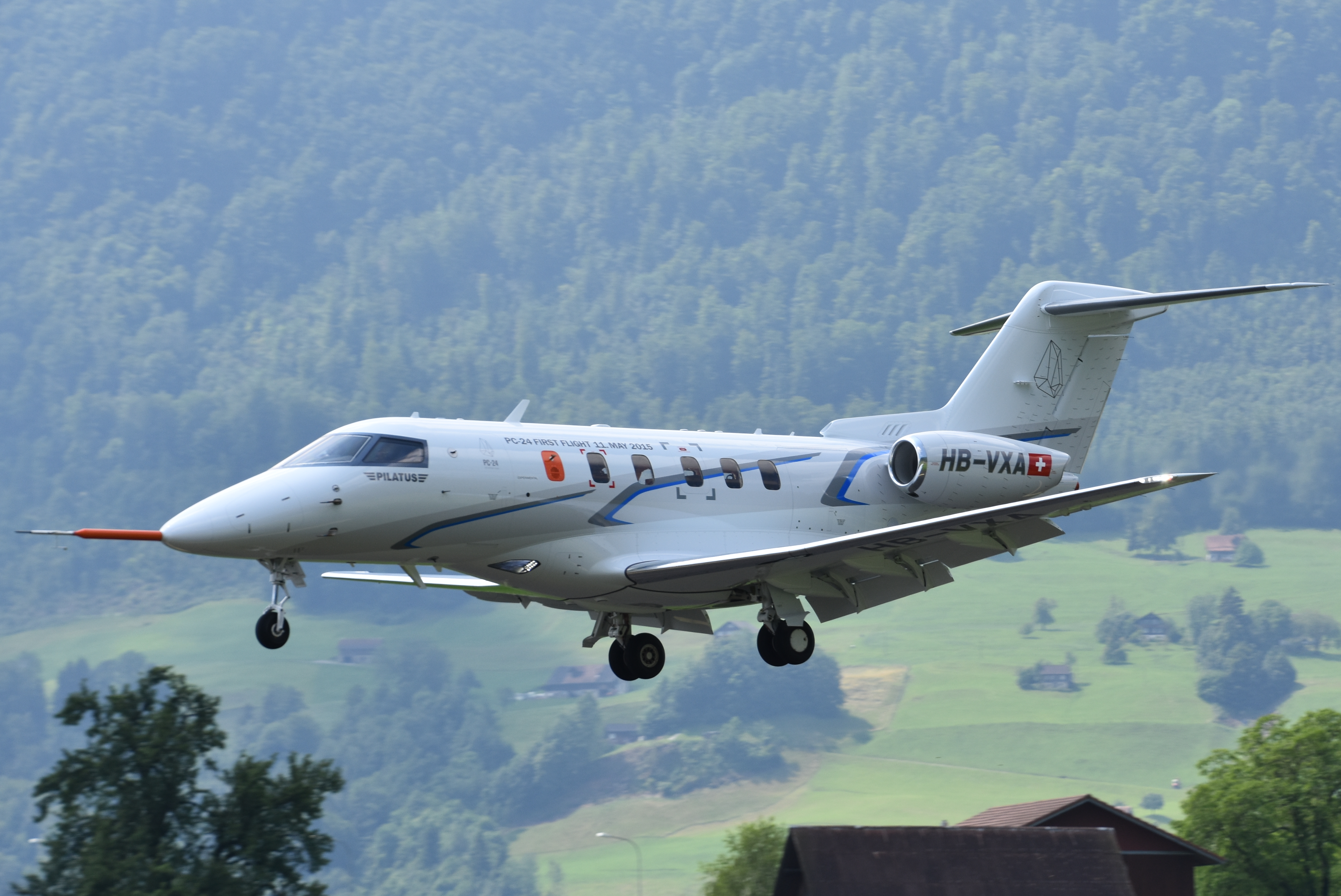
PC-24 заходить на посадку після випробувального польоту

### Цивільні
Royal Flying Doctor Service of Australia;
 PlaneSense;
 Clay Lacy Aviation;
 Western Aircraft;
 JetFly Aviation;
 Windrose Air;
 Volkswagen Air Service; 
 Premium Jet AG;
 AMAC Aerospace,
а також приватні особи.

### Військові
Повітряний корпус Ірландії,
 ВПС Катару,
 ВПС Швейцарії,

## Характеристики
Основні характеристики
- Довжина:
- Висота:
- Розмах крила:

Льотні характеристики
- Екіпаж: 1-2 пілота
- Пасажиромістність: 8-10 пасажирів
- Вантажопідйомність: 1134 кг
- Довжина: 16,8 м.
- Розмах крила: 17 м.
- Висота: 5,3 м.
- Максимальна злітна маса: 8300 кг.

Льотні характеристики
- Крейсерська швидкість: 815 км/год
- Швидкість звалювання: 151 км/год
- Практична дальність: 3334 км
- Перегоночна дальність: 3704 км
- Практична стеля: 13716 м.
- Довжина розбігу: 820 м.
- Довжина пробігу: 770 м.

Джерело:  .

## Пригоди
За даними Aviation Safety Network, за час експлуатації з літаком PC-24 не відбувалося серйозних пригод з людськими жертвами.
Серед невеликих подій слід зазначити:
23 лютого 2020 року при заході на посадку літак PC-24 зачепив оленя при заході на посадку в Атланті. Ніхто не постраждав.
8 травня 2020 року PC-24, який виконував випробувальний політ з аеродрому Буочс, пройшов поряд із планером Schleicher ASG 29 на висоті 1605 метрів на вкрай маленькій відстані. Ніхто не постраждав.